# 3-メチル-GABA
3-メチル-GABA（英語: 3-methyl-GABA）は、抗てんかん薬アルカロイドの一つ。

## 薬理学
3-メチル-GABAは、γ-アミノ酪酸 (GABA) をコハク酸セミアルデヒドとグルタミン酸に変換する酵素である4-アミノ酪酸トランスアミナーゼ (GABA-T) の活性化因子である。
また、GABA合成に必要な酵素であるグルタミン酸デカルボキシラーゼを活性化する。これが抗てんかん作用の主な作用機序と考えられている。